# Danothrips trifasciatus
Danothrips trifasciatus är en insektsart som beskrevs av Sakimura 1975. Danothrips trifasciatus ingår i släktet Danothrips och familjen smaltripsar. Inga underarter finns listade i Catalogue of Life.